# 캘거리
캘거리(영어: Calgary, 문화어: 캘가리)는 캐나다 앨버타주에 있는 도시이다. 1988년 동계 올림픽이 이곳에서 열렸다.
캘거리는 캐나다 앨버타 주 남부 지방의 고원 지대에 있으며 로키산맥으로부터 80km 떨어져 있는 곳에 위치해 있다.
2023년의 캘거리 대도시권 인구는 약 1,640,000명이다. 캘거리는 앨버타주에서 제일 큰 도시이며 대도시권 인구면에서는 캐나다 전국에서 3위를 차지한다. 최근 시 인구 조사에서는 전국 5위를 차지했다. 캘거리는 동과 서를 잇는 주요 교역도시에 걸 맞게 토론토와 밴쿠버에 다음 가는 규모의 도시이다.
캘거리는 여러 겨울 스포츠와 환경 친화적인 산업, 관광 그리고 로키산맥의 높은 산들로 유명한 도시이다. 때때로 로키산맥으로부터 시누크(Chinook)라는 바람이 불어온다. 이렇게 되면 이 지역의 기온이 상승한다.
캘거리의 경제는 석유를 비롯한 자원산업과 농업과 목축업을 포함한 1차 산업, 관광업, 첨단산업 등을 중심으로 움직이고 있다. 캘거리는 캐나다에서 두 번째로 높은 고밀도 상업 지대이다. 또한 캘거리는 스탬피드 축제, 전통음악 축제, 라일락 축제, 그리고 전국에서 2번째로 큰 캐리비안 축제를 포함한 여러 유명한 축제를 개최한다. 또한 캘거리는 캐나다 최초로 1988년 동계 올림픽을 개최하였고 2009년 국제기능올림픽대회를 개최하였다.
캘거리를 연고로하는 프로스포츠팀으로 NHL 아이스하키의 캘거리 플레임스, WHL 아이스하키의 캘거리 히트멘, NLL 라크로스의 캘거리 러프넥스가 있다.

## 역사
현재의 캘거리 자리에 유럽인들이 정착하기 전에는 11000년 전부터 살아오던 정착한 블랙풋 사람들의 터전이었다. 1787년에는 측량기사이던 데이빗 톰슨이 보우 강가에서 겨울을 지냈다는 기록이 있다. 그는 기록상 캘거리를 처음 방문한 사람이다. 1860년에 이르자 최초의 개척자들은 버팔로를 기르기 위해 그곳에 이르렀다. 기록에 남아있는 최초의 정착자는 샘 리빙스턴이라는 목장 주인이다. 1875년, 캘거리는 NWMP(북서 기마 경찰)의 기지가 되었다. 최초에 요새는 요새의 직원 중 한 명이던 ‘예프레헴 브뤼스 보이스’의 이름을 따 포트 ‘브뤼스 보이스’라는 이름이 붙었고 1876년에는 에프레헴 역시 다른 사람과 같은 그냥 일하는 직원일 뿐이라는 의견에서 요새에 이름을 포트 캘거리로 바꾸게 된다. NWMP는 서부 대평원을 미국의 위스키 상인으로부터 지키는 임무를 임명 받아 파견되었다. 포트 캘거리란 이름은 ‘콜로넬 제임스 맥클로우드(Colonel James Macleod)에 의해 스코틀랜드의 이이슬 오브 멀(Isle of Mull)에 있는 캘라길라디(Cala-ghearraidh)를 따서 지어지게 되었다. 캘거리에 캐나다 퍼시픽 철도가 놓이자 캘거리는 중요한 곡물 교역 지대가 되었다. 현재 캐나다 퍼시픽 철도의 본사는 캘거리에 있다. 1884년 캘거리는 군으로 승격이 되고 조지 멀독 시장을 맡는다. 1894년 캘거리는 노스웨스트 준주에서 최초로 시로 승격되었다.
1914년 앨버타에서 처음으로 석유가 발견되었으나, 1960년대 이전까지는 산업에 이용되거나 유용히 이용한 적은 없었다고 한다.

## 기후
캘거리의 날씨는 추운 편이다. 대체적으로 겨울이 길고, 4월이나 5월에 눈이 오는 경우도 있다. 눈이 자주 오는 편이지만 강설량은 동부지역에 비하여 현저히 낮다. 여름에는 많이 덥지 않고 보통 영상 20도를 유지한다.
| 캘거리 (캘거리 국제공항)의 기후                                        | 캘거리 (캘거리 국제공항)의 기후 | 캘거리 (캘거리 국제공항)의 기후 | 캘거리 (캘거리 국제공항)의 기후 | 캘거리 (캘거리 국제공항)의 기후 | 캘거리 (캘거리 국제공항)의 기후 | 캘거리 (캘거리 국제공항)의 기후 | 캘거리 (캘거리 국제공항)의 기후 | 캘거리 (캘거리 국제공항)의 기후 | 캘거리 (캘거리 국제공항)의 기후 | 캘거리 (캘거리 국제공항)의 기후 | 캘거리 (캘거리 국제공항)의 기후 | 캘거리 (캘거리 국제공항)의 기후 | 캘거리 (캘거리 국제공항)의 기후 |
| 월                                                                     | 1월                             | 2월                             | 3월                             | 4월                             | 5월                             | 6월                             | 7월                             | 8월                             | 9월                             | 10월                            | 11월                            | 12월                            | 연간                            |
| ---------------------------------------------------------------------- | ------------------------------- | ------------------------------- | ------------------------------- | ------------------------------- | ------------------------------- | ------------------------------- | ------------------------------- | ------------------------------- | ------------------------------- | ------------------------------- | ------------------------------- | ------------------------------- | ------------------------------- |
| 역대 최고 기온 °C (°F)                                                 | 17.6 (63.7)                     | 22.6 (72.7)                     | 25.4 (77.7)                     | 29.4 (84.9)                     | 32.4 (90.3)                     | 36.3 (97.3)                     | 36.3 (97.3)                     | 36.7 (98.1)                     | 33.3 (91.9)                     | 29.4 (84.9)                     | 23.1 (73.6)                     | 19.5 (67.1)                     | 36.7 (98.1)                     |
| 일평균 최고 기온 °C (°F)                                               | −1.5 (29.3)                     | 0.1 (32.2)                      | 3.8 (38.8)                      | 10.8 (51.4)                     | 16.4 (61.5)                     | 19.7 (67.5)                     | 23.5 (74.3)                     | 23.1 (73.6)                     | 18.3 (64.9)                     | 11.1 (52.0)                     | 4.1 (39.4)                      | −0.4 (31.3)                     | 10.8 (51.4)                     |
| 일일 평균 기온 °C (°F)                                                 | −7.6 (18.3)                     | −5.9 (21.4)                     | −2.2 (28.0)                     | 4.5 (40.1)                      | 9.9 (49.8)                      | 13.7 (56.7)                     | 16.9 (62.4)                     | 16.2 (61.2)                     | 11.5 (52.7)                     | 4.9 (40.8)                      | −1.7 (28.9)                     | −6.3 (20.7)                     | 4.5 (40.1)                      |
| 일평균 최저 기온 °C (°F)                                               | −13.5 (7.7)                     | −11.8 (10.8)                    | −8.1 (17.4)                     | −1.9 (28.6)                     | 3.4 (38.1)                      | 7.7 (45.9)                      | 10.2 (50.4)                     | 9.2 (48.6)                      | 4.7 (40.5)                      | −1.3 (29.7)                     | −7.5 (18.5)                     | −12.1 (10.2)                    | −1.8 (28.8)                     |
| 역대 최저 기온 °C (°F)                                                 | −44.4 (−47.9)                   | −45.0 (−49.0)                   | −37.2 (−35.0)                   | −30.0 (−22.0)                   | −16.7 (1.9)                     | −3.3 (26.1)                     | −0.6 (30.9)                     | −3.2 (26.2)                     | −13.3 (8.1)                     | −25.7 (−14.3)                   | −35.0 (−31.0)                   | −42.8 (−45.0)                   | −45.0 (−49.0)                   |
| 평균 강수량 mm (인치)                                                  | 10.0 (0.39)                     | 11.8 (0.46)                     | 17.7 (0.70)                     | 29.6 (1.17)                     | 61.1 (2.41)                     | 112.7 (4.44)                    | 65.7 (2.59)                     | 53.8 (2.12)                     | 37.1 (1.46)                     | 17.1 (0.67)                     | 16.3 (0.64)                     | 12.5 (0.49)                     | 445.4 (17.54)                   |
| 평균 강우량 mm (인치)                                                  | 0.1 (0.00)                      | 0.1 (0.00)                      | 1.1 (0.04)                      | 12.6 (0.50)                     | 52.5 (2.07)                     | 112.5 (4.43)                    | 65.7 (2.59)                     | 53.5 (2.11)                     | 33.8 (1.33)                     | 8.3 (0.33)                      | 1.7 (0.07)                      | 0.3 (0.01)                      | 342.2 (13.47)                   |
| 평균 강설량 cm (인치)                                                  | 16.6 (6.5)                      | 16.9 (6.7)                      | 23.8 (9.4)                      | 22.9 (9.0)                      | 9.6 (3.8)                       | 0.2 (0.1)                       | 0.0 (0.0)                       | 0.0 (0.0)                       | 2.2 (0.9)                       | 11.5 (4.5)                      | 18.8 (7.4)                      | 16.3 (6.4)                      | 138.7 (54.6)                    |
| 평균 강수일수 (≥ 0.2 mm)                                               | 7.4                             | 7.8                             | 8.8                             | 9.8                             | 11.1                            | 14.5                            | 12.9                            | 10.4                            | 8.3                             | 7.8                             | 8.0                             | 7.2                             | 114.0                           |
| 평균 강우일수 (≥ 0.2 mm)                                               | 0.3                             | 0.22                            | 0.83                            | 4.8                             | 10.0                            | 14.5                            | 12.9                            | 10.0                            | 7.7                             | 4.4                             | 1.5                             | 0.22                            | 67.4                            |
| 평균 강설일수 (≥ 0.2 cm)                                               | 7.8                             | 7.9                             | 9.3                             | 7.0                             | 2.4                             | 0.08                            | 0.0                             | 0.13                            | 0.96                            | 4.6                             | 7.1                             | 7.7                             | 55.0                            |
| 평균 상대 습도 (%)                                                     | 55.7                            | 54.7                            | 50.2                            | 42.7                            | 43.8                            | 49.2                            | 46.8                            | 44.3                            | 44.3                            | 45.3                            | 54.2                            | 56.3                            | 49.0                            |
| 평균 월간 일조시간                                                     | 119.5                           | 144.6                           | 177.2                           | 220.2                           | 249.4                           | 269.9                           | 314.1                           | 284.0                           | 207.0                           | 175.4                           | 121.1                           | 114.0                           | 2,396.3                         |
| 가능 일조율                                                            | 45.6                            | 51.3                            | 48.2                            | 53.1                            | 51.8                            | 54.6                            | 63.1                            | 62.9                            | 54.4                            | 52.7                            | 45.0                            | 46.0                            | 52.4                            |
| 출처: 캐나다 환경기후변화부 (평년값: 1991년~2020년, 극값: 1881년~현재) |                                 |                                 |                                 |                                 |                                 |                                 |                                 |                                 |                                 |                                 |                                 |                                 |                                 |

## 주민
캘거리 주민의 절반 가량은 영국계이다. 1945년에는 유럽에서 이민들이 몰려들어왔으며, 네덜란드, 프랑스, 독일, 스칸디나비아계의 주민들도 살고 있다. 중국인들은 제일 큰 비중을 차지하는 비백인이다. 또한 인도, 필리핀 등에서 온 소수민족들이 살고 있다.

## 경제
캘거리는 국제적인 석유 채굴의 중심지이다. 석유와 천연 가스의 회사들이 100개나 캘거리에 본사를 두고 있다. 도시의 정제소들은 터너 협곡의 유전과 앨버타 주 남부의 원천으로부터 석유를 처리한다. 또한 석탄같은 에너지 자원의 처리와 분배의 중심지이기도 하다. 많은 캐나다의 공학, 지리, 지구물리학, 조사 고문의 상사들이 캘거리에 기지를 두고 있고, 캐나다 은행들의 수많은 서부 본부들이 자리잡으면서 금융의 중심지로 발달하였다.
캘거리는 목우의 중심지이다. 앨버타 남부에서 소들을 도살장으로 보내고, 캘거리 지역에서 고기 가공을 시작하는 편이다. 캘거리는 농산물과 석유, 천연가스와 관련된 공업이 발달한 편이다.

### 교통
도시의 위치는 교통과 해운의 중심지가 되는 데 도움을 주었다. 두개의 철도가 캘거리에서 이용되며, 캐나다 퍼시픽 철도(CP)의 본사가 있다(CN은 캐나다 내셔널). 트랜즈-캐나다 고속도로가 캘거리 16th Avenue N.를 통하여 동서를 관통하고 있고 앨버타 에드먼튼과 캘거리를 잇는 Highway #2가 디어풋 트레일(Deerfoot Trail)을 통하여 남북을 가르고있다. Highway #2는 2005년 엘리자베스 2세 여왕 방문을 기념하여 Queen Elizabeth II Highway(QE2 Highway)로 이름이 바뀌었다.

## 자매 도시
- 캐나다 퀘벡시 (1956년)
- 인도 자이푸르 (1973년)
- 멕시코 나우칼판 (1994년)
- 중국 다칭 시 (1995년)
- 대한민국 대전광역시 (1996년)
- 미국 애리조나주 피닉스 (1997년)
- 대한민국 서울특별시 양천구 (2004년)